# Constel·lació de la Vela
La Vela (Vela) és una de les quatre constel·lacions en què es va dividir la gegantina constel·lació coneguda com el  Vaixell d'Argos quan la Unió Astronòmica Internacional definí les 88 constel·lacions. El vaixell va ser dividit en Vela; Carina, o la Quilla; Puppis, la Popa; i Pyxis, el Compàs (no s'ha de confondre amb Circinus). Vela està entre l'ascensió recta 8, 10 hores, i la declinació entre -39º i -57º aproximadament.
El seu estel més brillant és γ² Velorum, coneguda com a Suhail al-Muhlif (la que fa el nombre 35 de les més brillants), nom àrab que vol dir planura llisa, ja que la veien molt a prop de l'horitzó o també, més recentment Regor. És un estel doble. L'estel δ Velorum (estel doble) és el segon més brillant d'aquesta constel·lació (la 47 més brillant). El tercer més brillant de la constel·lació és λ Velorum, coneguda com a Suhail (69 més brillant del cel). A Vela hi ha també els cúmuls oberts IC 2391, IC 2395, NGC 2547, NGC 3228; el cúmul globular NGC 3201, i la nebulosa planetària NGC 3132, entre altres objectes.
La constel·lació de la Vela és una constel·lació de mida mitjana, es distingeix sense dificultat, al nord d'un tram molt brillant de la Via Làctia austral, gràcies a la disposició del triangle dels estels γ Velorum, δ Velorum i λ Velorum. L'estel més brillant és γ Velorum de magnitud aparent 1,75, un sistema estel·lar quíntuple la component principal del qual és l'estel de Wolf-Rayet més brillant del cel. Els estels més meridionals de la constel·lació, δ i κ Velorum, juntament amb ε i ι de la Constel·lació de la Quilla formen un asterisme conegut com la Falsa Creu, a vegades confós amb la Creu del Sud. La constel·lació de la Vela comparteix la nomenclatura de Bayer dels seus estels amb les altres tres constel·lacions que formaven part de la constel·lació Nau Argos, de manera que no té estels α o β. En aquesta constel·lació es troba AI Velorum, prototip d'un grup d'estels polsants denominats variables AI Velorum. La identificació òptica del Púlsar de la Vela, associat al romanent de supernova de la Vela, va ser la prova directa de la relació entre supernoves i púlsars.

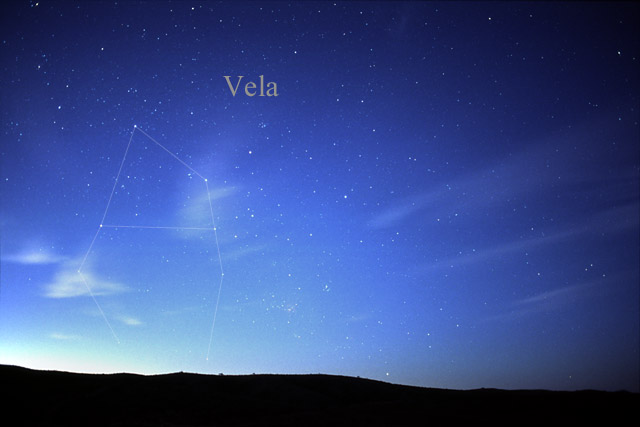

## Característiques
Vela comparteix la denominació de Bayer de les seves estrelles amb les altres tres constel·lacions que formaven part de l'Argo Navis, per la qual cosa no té estrelles α o β. La seva estrella més brillant, amb magnitud 1,75, és γ Velorum, un sistema estel·lar múltiple que conté l'estrella de Wolf-Rayet més brillant del cel. Aquesta és una estrella evolucionada molt calenta —la seva temperatura efectiva és d'aproximadament 47.500 K— i és una dels candidates a supernova més properes a la Terra.
Està acompanyada per una estrella blava de tipus espectral O7.5III, 363.000 vegades més lluminosa que el nostre Sol, el període orbital del qual és de 78,53 dies.
γ Velorum es troba a 1235 ± 13 anys llum del sistema solar.
La segona estrella més brillant de Vela és δ Velorum, oficialment anomenada Alsephina, sistema estel·lar triple a 80 anys llum que conté una binària eclipsant el període orbital del qual és de 45,15 dies. Durant l'eclipsi, la brillantor disminueix 0,40 magnituds.
L'estrella més externa completa una òrbita al voltant del parell interior cada 143,2 anys.
Els tipus espectrals són A2IV i A4V per a les components de la binària eclipsant, i F8V per a la component exterior; l'edat estimada del sistema és de 400-500 milions d'anys.
λ Velorum, coneguda com a Suhail, és el tercer astre més brillant de la constel·lació; és una estrella taronja classificada entre gegant lluminosa i supergegant, amb un radi 210 vegades més gran que el del Sol i lleugerament variable.
El segueix en brillant κ Velorum, estel blanc-blau de tipus espectral B2IV-V amb una lluminositat equivalent a la de 18.400 sols. Igual que δ Velorum, també és una binària espectroscòpica.
δ Velorum i κ Velorum, juntament amb Avior (ε Carinae) i Aspidiske (ι Carinae), formen l'asterisme de la Falsa Creu, versió augmentada però més tènue de la Creu del Sud.
μ Velorum és una altra estrella binària a la constel·lació, integrada per una geganta groga de tipus espectral G6III i una acompanyant més tènue de tipus F4V o F5V, amb un període orbital entre 116 i 138 anys.
N Velorum és una gegant de tipus K5III de dues masses solars amb un radi 66 vegades més gran que el del Sol.
Una altra estrella interessant és φ Velorum, coneguda pel seu nom xinès Tseen Ke; és una distant supergegant blau —es troba a uns 1.600 anys llum— de tipus B5Ib amb una lluminositat 11.000 vegades superior a la lluminositat solar.
Molt més propera a nosaltres, a 61 anys llum, ψ Velorum és una binària les components de la qual, de tipus F0IV i F3IV, completen una òrbita al voltant del centre de masses comú cada 33,95 anys.
Així mateix, p Velorum és un sistema triple compost per dues estrelles de tipus F3IV i F0V que es mouen a curta distància —el seu període orbital és de 10,21 dies— i una estrella blanca de la seqüència principal de tipus A6V que empra 16,54 anys a orbitar al voltant del parell interior.
Per la seva banda, M Velorum i q Velorum són igualment estrelles blanques de la seqüència principal; la primera, de tipus A7V, té una temperatura efectiva de 7977 K, mentre que la segona és una estrella A2V més calenta —8707 K— 22 vegades més lluminosa que el Sol.

Imatge de l'anell de pols que envolta a V390 Velorum obtinguda amb el VLT

Vela conté diverses cefeides com V Velorum o AH Velorum. La primera oscil·la entre magnitud 7,19 i 7,95 durant un període de 4,3710 dies, mentre que la segona ho fa entre 5,50 i 5,89 cada 4,2271 dies.
En canvi, S Velorum i CV Velorum són binàries eclipsants; les components de la primera tenen tipus A5Ve i K5IIIe, sent el seu període de 5,9336 dies, mentre que a CV Velorum ambdues són estrelles calentes de tipus B2.5V amb un període orbital de 6,8895 dies.
En aquesta constel·lació també es localitza AI Velorum, prototip d'un grup d'estrelles polsants denominades variables AI Velorum. La seva variabilitat va ser detectada el 1931 per Ejnar Hertzsprung.
Una altra variable d'interès és V390 Velorum, estrella en evolució des de la fase de gegant vermella a la fase de nana blanca, transició on l'expulsió d'un gran embolcall de gas i pols dóna lloc a la formació d'una nebulosa planetària.
KQ Velorum és una estrella químicament peculiar l'espectre de la qual mostra peculiaritats en les bandes d'europi, crom i silici. Classificada com a variable Alfa2 Canum Venaticorum, està acompanyada per una estrella de neutrons de més de dues masses solars.
De característiques semblants és IM Velorum, la superfície del qual mostra àrees enriquides en liti, europi i oxigen.
GZ Velorum és una gegant lluminosa i una variable de període llarg la brillantor del qual fluctua gairebé 0,4 magnituds: de tipus K2.5II, té una massa 4,6 vegades més gran que la del Sol.
LR Velorum és una distant supergegant blava de tipus B6Ia amb una massa 30 vegades més gran que la del Sol, per això finalitzarà la seva curta vida explotant en forma de supernova; és una variable Alfa Cygni la brillantor del qual oscil·la 0,072 magnituds al llarg d'un període d'1,695 dies.
En aquesta constel·lació també es troba CPD-57 2874, una supergegant de tipus B[e]; aquestes són estrelles post-seqüència principal molt lluminoses que mostren excés en l'infraroig a causa de pols circumdant calenta. Es troba a uns 2.500 pársecs de distància, té una temperatura efectiva de 20 K i una lluminositat més de 100.000 vegades més gran que la del Sol.
Vella conté diverses estrelles amb exoplaneta.
HD 75289 és una nana groga una mica més calenta que el Sol que posseeix un planeta la massa del qual és almenys el 42% de la massa de Júpiter; aquest planeta es mou molt a prop de l'estrella, completant una òrbita en només 3 dies i mig.
Al voltant d'una altra nana groga, HD 93385, s'han descobert dos planetes de tipus superterra que completen una òrbita cada 13,2 i 46 dies respectivament.
HD 83443 —anomenada Kalausi d'acord amb la UAI—, és una nana taronja de tipus K0V rica en metalls amb un planeta que també orbita molt proper a la seva estrella, tot just a un 11% de la distància existent entre Mercuri i el Sol. De característiques semblants és HD 85390 —anomenada Natasha—, al voltant de la qual s'ha descobert un planeta amb una massa mínima equivalent a 42 masses terrestres.
Gliese 370 (HD 85512) és una altra nana una mica més freda —tipus espectral K5V— que pot albergar un planeta, HD 85512 b, similar a la Terra quant a condicions d'habitabilitat.
Finalment, en aquesta constel·lació es localitza l'exoplaneta WASP-19b, descobert el 2009, notable per tenir el període orbital més curt entre tots els planetes coneguts: 0,789 dies o 18,9 hores.
També a Vela es troba Luhman 16 (WISE 1049-5319), sistema binari compost per dues nanes marrons a només 6,6 anys llum del sistema solar. Les masses de totes dues components són 34 i 28 vegades més gran que la de Júpiter; la separació entre elles és de 3,5 ua, sent el període orbital de 27 anys aproximadament.

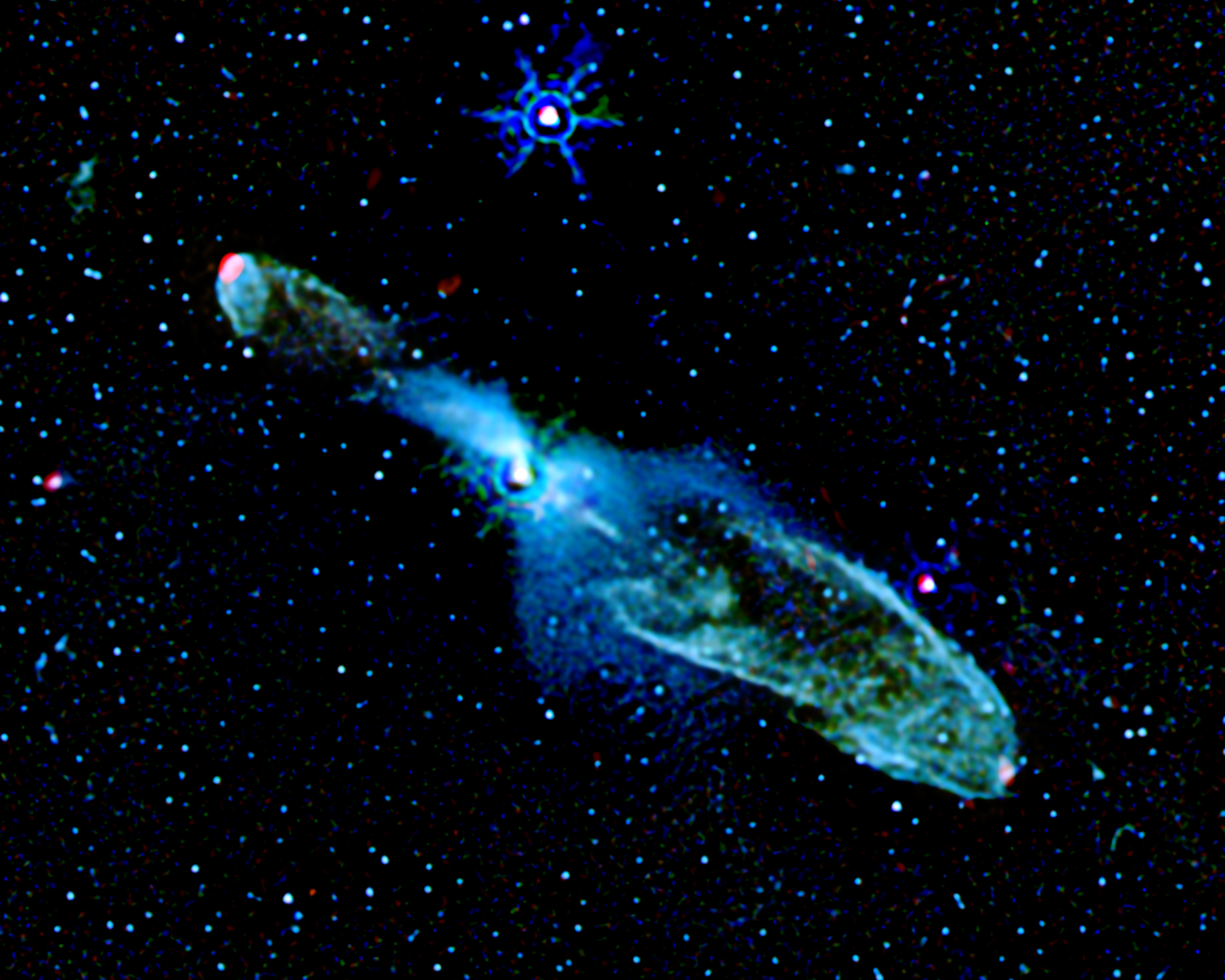
Imatge a infraroig del telescopi espacial Spitzer de HH 46/47

Distant 450 parsecs, HH 46/47 és un complex de objectes Herbig-Haro en un glòbul de Bok prop de la Nebulosa Gum. Els raigs de gas parcialment ionitzat que emergeixen de la jove estrella produeixen xocs visibles en impactar amb el medi circumdant. Descobert el 1977, és un dels objectes Herbig-Haro més estudiats.

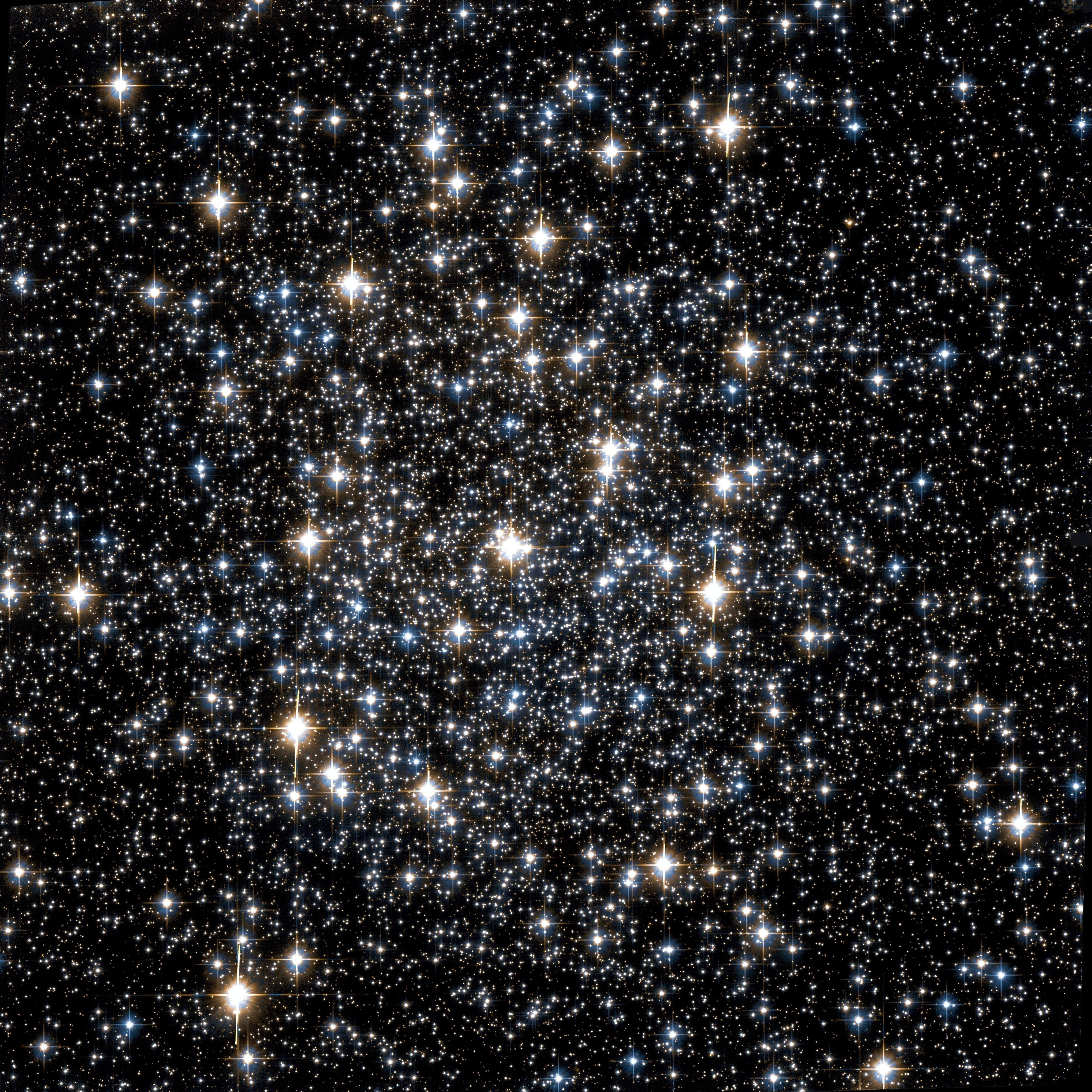
Imatge del cúmul globular NGC 3201 obtinguda amb el telescopi espacial Hubble

Vela X-1 és una binària de raigs X d'alta massa composta per un púlsar i una supergegant blava de tipus B amb una massa equivalent a 23 masses solars. El sistema es localitza aproximadament a 2 kiloparsecs de la Terra.
Un altre objecte interessant és el Púlsar de Vela (HU Velorum): la identificació òptica d'aquest púlsar associat a la resta de supernova de Vela va constituir la prova directa de la relació existent entre supernovess i púlsars. És el púlsar més brillant del firmament en radiofreqüència i trencada a raó d'11,195 vegades per segon. La seva temperatura superficial arriba als 660.000 K.
Una altra resta de supernova present a la constel·lació, sovint anomenada Vela Junior, se situa (en projecció) dins de la resta de supernova Vela, molt més gran i antic; Vela Junior sembla tenir una edat estimada d'almenys 2.400 anys.
NGC 3132, coneguda com la nebulosa de l'Anell del Sud, és una brillant nebulosa planetària de magnitud aparent +9,87 situada a 865 pársecs. Al centre de la seva estructura el·líptica, l'estrella central és una nana blanca calenta amb una temperatura efectiva de 105.000 K; al nord-est d'aquest objecte es pot observar un estel de seqüència principal lleugerament evolucionat de tipus espectral A2V. La nana blanca està embolicada amb un núvol de pols.
NGC 2792 és una altra nebulosa planetària a Vela: té forma gairebé circular i, d'acord a la paral·latge mesurada per l'observatori espacial GAIA, es troba a més de 3.300 pársecs de la Terra.
Diversos cúmuls oberts poden ser observats a Vela. IC 2391 ocupa una àrea d'uns 50 minuts d'arc i conté unes 30 estrelles, sent ο Velorum la més brillant entre elles.
Té una metal·licitat similar a la del Sol i es pensa que es va formar al costat de l'associació estel·lar d'Argus.
NGC 2547, distant 460 parsecs, és considerat un cúmul jove d'uns 35 milions d'anys d'antiguitat. Un altre cúmul una mica més antic -amb una edat de 125 milions d'anys- és NGC 2670, situat a 1.190 pársecs de distància.
Per contra, NGC 3201 és un cúmul globular descobert per James Dunlop en 1826. La població estel·lar d'aquest cúmul no és homogènia, característica molt poc habitual en cúmuls, tendint a estar les estrelles vermelles i fredes més a prop del nucli. Distant 4.900 pársecs, es caracteritza pel seu elevat nombre d'estrelles variables.
RCW 36 és una regió de formació estel·lar que ha donat lloc a diversos centenars d'estrelles joves que il·luminen una regió HII.
Està aproximadament a 700 parsecs de distància respecte al sistema solar.

## Observació

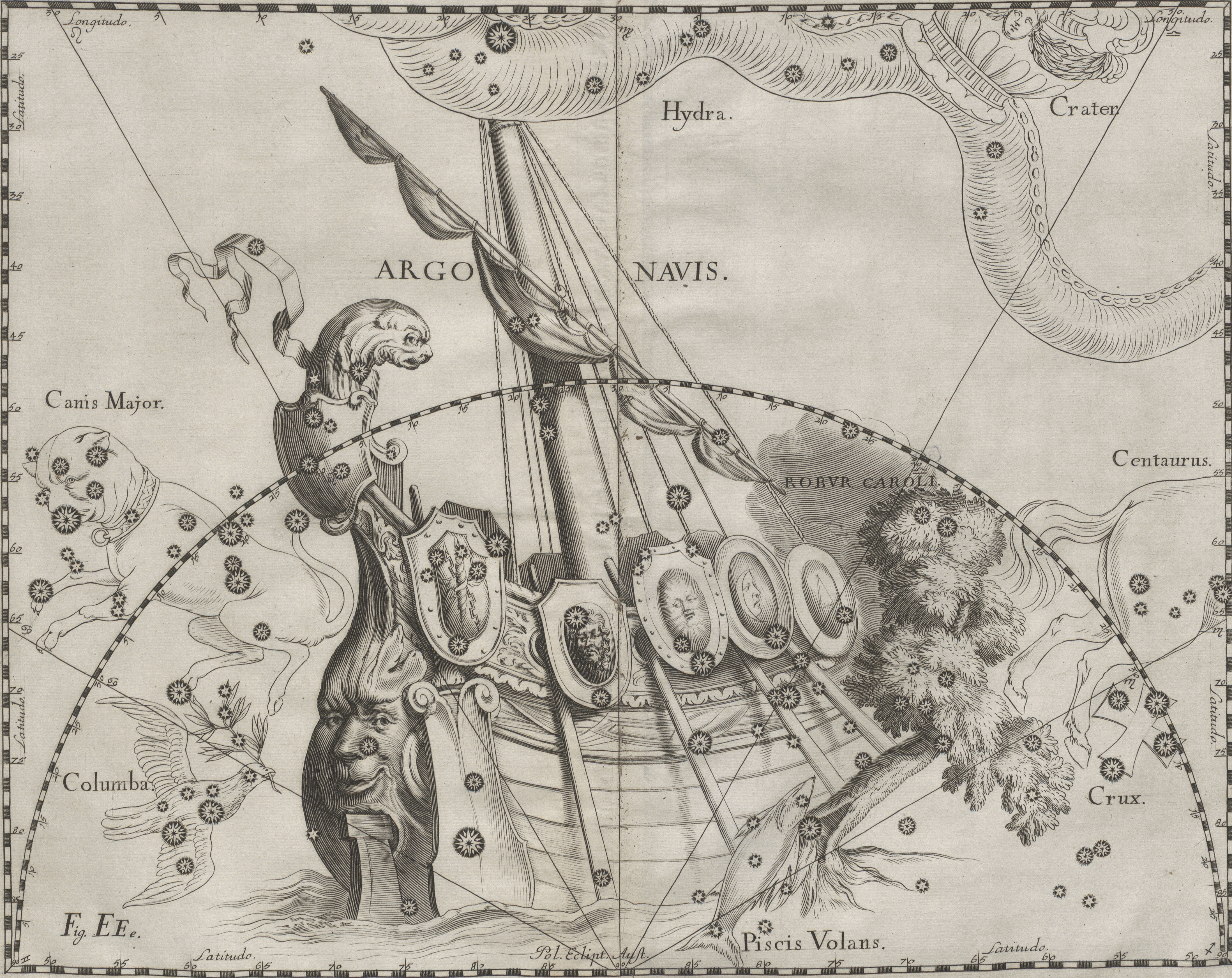
Il·lustració de la nau Argo de Johannes Hevelius.

Un tram força fosc de la Via Làctia travessa la constel·lació; el fons es presenta, molt ric en estels de magnitud quatre i cinc, en particular sobre el costat proper a la constel·lació de la Popa, en la direcció de la gran associació Cr 173. En condicions òptimes de visibilitat es pot observar aquest tram ric en estels a ull nu, però amb uns binoculars resultar magnífic.
El millor període per a la seva observació és entre gener i febrer; es tracta, per als observadors de l'hemisferi sud, d'una de les constel·lacions dominants del cel estival i tardorenc, que a latituds australs mitjanes es presenta en part circumpolar; a l'hemisferi nord la seva visibilitat és més difícil i per sobre de 50°N és pràcticament invisible. Per observar-la completament calen latituds inferiors als 33°N.

## Objectes

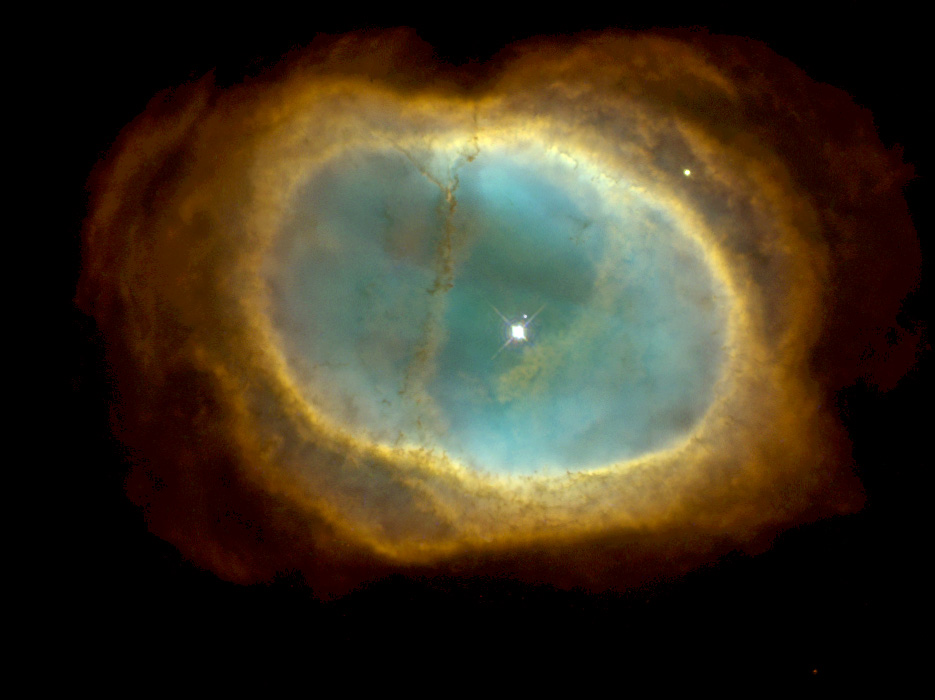
NGC 3132, una de les nebuloses planetàries més brillants del cel.

La constel·lació de la Vela està travessada per la Via Làctia meridional; encara que aquest tram estigui molt enfosquit, la constel·lació presenta abundants objectes com cúmuls oberts i nebuloses difuses.
Entre els cúmuls oberts, és important IC 2391, situat dos graus al nord de Delta Velorum, que té al seu centre l'estel de magnitud quatre Omicron Velorum que forma part d'una gran associació estel·lar que comprèn, entre d'altres, els estels brillants Proció i Denebola. Un altre cúmul obert visible a ull un és NGC 2547. Un grup d'estels interessants es troba en la direcció de Gamma Velorum, es tracta de l'associació OB Cr 173; un grup d'estels joves i massius de recent formació, també coneguts com a Vela OB2.
Cinc graus al nord-oest de Mu Velorum es troba el cúmul globular NGC 3201, de magnitud 6,8; objecte d'un estudi recent sobre les estrelles variables del tipus RR Lyrae.
Entre les nebuloses planetàries, es troba NGC 3132, anomenada Nebulosa de l'anell del sud en contraposició amb la Nebulosa de l'Anell de la Constel·lació de la Lira; es pot localitzar a la part septentrional de la constel·lació; es tracta d'una de les nebuloses planetàries més lluminoses del cel, visible amb instruments petits.
Un altre objecte interessant és el romanent de supernova de la Vela; una nebulosa originada en una explosió de supernova ocorreguda probablement fa uns 12.000 anys i segurament ben visible des de la Terra (s'estima que pot haver tingut una magnitud de 9, o sigui visible al cel diurn). Aquest romanent conté un púlsar, el segon en ser identificat després del de la Nebulosa del Cranc. Un complex anomenat Nebulosa de Gum, en honor del seu descobridor, es tracta d'un vast sistema de filaments tènues, que cobreix una gran part de la constel·lació de la Vela, fins a la constel·lació de la Quilla; probablement un antic romanent de supernova. Entre les regions de formació estel·lar es troba la cresta molecular de la Vela (Vela molecular ridge en anglès), un gran complex nebulós que compren alguns objectes de fàcil observació com Gum 20 o la nebulosa a reflexió NGC 2626.
| Principals objectes no estel·lars |                                       |                                       |                       |          |                                      |                         |
| Nom                               | Coordenades equatorials època J2000.0 | Coordenades equatorials època J2000.0 | Tipus                 | Magnitud | Dimensions aparents (en minut d'arc) | Nom propi               |
| Nom                               | AR                                    | Dec                                   | Tipus                 | Magnitud | Dimensions aparents (en minut d'arc) | Nom propi               |
| Cr 173                            | 08h 04m                               | −46° ′ ″                              | cúmul obert           | 0,6:     | 370                                  | Vela OB2                |
| NGC 2547                          | 08h 10m 11s                           | −49° 13′ 32″                          | cúmul obert           | 4,7      | 20                                   |                         |
| Gum 12                            | 08h 30m                               | −45° ′ ″                              | Romanent de supernova | -        | 1200:                                | Nebulosa de Gum         |
| NGC 2626                          | 08h 35m 31s                           | −40° 40′ 20″                          | Nebulosa difusa       | -        | 5 x 5                                |                         |
| Gum 16                            | 08h 35m                               | −45° 10′ ″                            | Romanent de supernova | 12:      | 480                                  | Nebulosa de la Vela     |
| IC 2391                           | 08h 40m                               | −53° 04′ ″                            | cúmul obert           | 2,6      | 50                                   | Cúmul d'Omicron Velorum |
| IC 2395                           | 08h 42m 37s                           | −48° 06′ 50″                          | cúmul obert           | 4,6      | 7                                    |                         |
| NGC 2669                          | 08h 46m 22s                           | −52° 56′ 51″                          | cúmul obert           | 6,1      | 12                                   |                         |
| NGC 2910                          | 09h 30m 29s                           | −52° 54′ 50″                          | cúmul obert           | 7,2      | 5                                    |                         |
| NGC 3132                          | 10h 07m 02s                           | −40° 26′ 12″                          | Nebulosa planetària   | 9,8      | 1,2 x 0,9                            | Nebulosa Anell del Sud  |
| NGC 3201                          | 10h 17m 37s                           | −46° 24′ 40″                          | Cúmul globular        | 6,9      | 18                                   |                         |
| NGC 3228                          | 10h 21m 22s                           | −51° 43′ 57″                          | cúmul obert           | 6,0      | 5                                    |                         |
| NGC 3330                          | 10h 38m 48s                           | −54° 06′ 56″                          | cúmul obert           | 7,4      | 6                                    |                         |